# Myriam Fraga
Myriam Fraga ( 9 de noviembre de 1937 - 15 de febrero de 2016 ) fue una poeta, periodista y escritora brasileña .

## Carrera
Comenzó a publicar sus poemas en periódicos y revistas a finales de los años cincuenta . Su primer libro, Marinhas, fue publicado en 1964 por Edições Macunaíma. Columnista del diario A Tarde (1984 - 2004) también fue la primera directora de la Fundação Casa de Jorge Amado . En 2008 publicó Poesia Reunida, libro editado por la Asamblea Legislativa del Estado de Bahía . En el mismo año, la Academia de Letras da Bahia organizó el Seminario Myriam Fraga .
Debut en un libro con Marinhas en 1964, por Edições Macunaíma - editorial especializada en publicaciones con ediciones limitadas y alto estándar gráfico, bajo la dirección artística del grabador Calasans Neto . Jorge Amado fue el encargado de impulsar la carrera de la joven escritora, estableciendo contacto entre Myriam Fraga y reconocidos autores nacionales como Carlos Drummond de Andrade, Manuel Bandeira, Stella Leonardos y Cassiano Ricardo .
Directora Ejecutiva de la Fundação Casa de Jorge Amado desde su fundación en julio de 1986, también se dedicó al campo de la Administración Cultural. Entre 1980 y 1986 estuvo a cargo de proyectos pioneros en la Fundación Cultural del Estado de Bahía, cuando coordinó la Coleção dos Novos y fue responsable del proyecto de creación del Centro de Estudios Literarios, hoy Departamento de Literatura.
Con poemas traducidos al inglés, español, francés y alemán, participó de varias antologías en Brasil y en el extranjero.
Electa por unanimidad como miembro efectivo de la Academia de Letras de Bahía, asumió el cargo el 30 de julio de 1985, ocupando la silla número 13, cuyo mecenas es el poeta Francisco Moniz Barreto. En 2015, asumió la vicepresidencia de la institución.
Miembro de la Asociación de la Prensa de Bahía, además de colaborar con revistas y periódicos, fue responsable de la columna Linha D'água, sobre temas culturales, publicada los domingos en el diario A Tarde de 1984 a 2004.
Su producción poética retrata cuestiones sociales específicas del Nordeste y trae representaciones de Bahía, pero también busca una construcción de lo femenino, resignificando figuras y temas de la mitología .
Myriam Fraga, que ocupaba la silla número 13 de la Academia de Letras da Bahía desde 1985, falleció la tarde del 15 de febrero de 2016, en el Hospital Aliança, en Salvador, donde se encontraba internada desde el 20 de enero del mismo año. La escritora tenía leucemia.

## Amistad con Jorge Amado y Zélia Gattai
La relación de décadas entre Myriam Fraga y la pareja de escritores está presente en su obra. Según el poeta, "vivir con Zélia y Jorge me brindó una experiencia muy importante". En 2013, durante las conmemoraciones del centenario del escritor bahiano, Myriam Fraga publicó el libro Memórias da Alegria, contando memorias de amistad, testimonios y reuniendo textos y estudios sobre la obra de Jorge Amado .Jorge Amado, em Navegação de Cabotagem, relata a amizade com Myriam Fraga:

"Da Bahia Roseane me envia o livro de poemas de Myriam Fraga, Os deuses lares, ilustrações de Calasans Neto. A dupla é imbatível, Calá nasceu para ilustrar a poesia de Myriam, os poemas e as monotipias são da mesma matéria, visceral.

"Da Bahia Roseane me envia o livro de poemas de Myriam Fraga, Os deuses lares, ilustrações de Calasans Neto. A dupla é imbatível, Calá nasceu para ilustrar a poesia de Myriam, os poemas e as monotipias são da mesma matéria, visceral. 

Leitor cativo de Myriam Fraga, tomo do livro e constato que seu canto atingiu a madureza, a densidade dramática, a sabedoria da palavra precisa e mágica. Que poeta, meu Deus! Que Deus a abençoe, o deus da Fundação, o compadre Exu. "fuso e roca/ roca e roca/ tinjo e lavo/ lavo com água e/ mornos sais/ o corpo/ as feridas/ na fímbria/ no remoto" - vou parar senão transcrevo o livro todo, verso a verso.

Lo leemos juntas, Zélia y yo, no conozco mayor placer que el de leer poesía con tu novia, en connivencia. Invadida por el remordimiento, acuso a Zélia: es tu culpa, fuiste tú quien inventó la Fundación donde Myriam se encierra día y noche en el trabajo, en la lucha, en el cansancio, en la planificación, en la realización, en las mezquindades y búsqueda heroica de dinero para llevar a cabo su cultura, en el deseo de crear condiciones para la literatura y el arte en Bahía, para el estudio de la novela brasileña, una agenda llena de problemas. Myriam habría escrito y publicado al menos tres libros de poemas en esos años, sin olvidar el ocio abandonado, la casa de playa en Mar Grande, los fines de semana en la finca, no le queda tiempo para nada, vive atada a las cadenas. de mil dificultades, lleva sobre tus espaldas esta Fundación, tu Fundación. Zélia no se molesta, dice estar segura que Myriam lo hace con gusto, además de poeta es combatiente, las dificultades no la asustan, al contrario, la seducen. En cuanto a la poesía, no me importe, la poesía brota y resplandece, vive dentro de Myriam y nada la detendrá." 

## Libros

### Poesía[3]
- Marinhas (Macunaíma, 1964)
- Sesmaria (Prensa Oficial de Bahía, 1969, Premio Arthur de Salles)
- El Libro de los Adynata (Macunaíma, 1975)
- La ciudad (Macunaíma, 1979)
- El rasguño en la piel (Civilización Brasileña, 1979)
- Las Purificaciones o El Signo del Talión (Civilização Brasileira, 1981)
- La leyenda del pájaro que robó el fuego (Macunaíma, 1983)
- Seis poemas (Trad. Richard O'Connell. Salvador: Macunaíma, 1985)
- Los dioses del hogar (Macunaíma, 1992)
- Die Stadt (Macunaíma, 1994)
- Femina (Fundação Casa de Jorge Amado, 1996, Premio Copene de Cultura y Arte)
- Poesía Reunida (Asamblea Legislativa de Bahía y Academia de Letras da Bahia, 2008)
- Reina Vasti (Ediciones Roda, 2015)

### Prosa[3]
- Flor do Sertão (Macunaíma, 1986)[11]
- Una casa de palabras (Salvador: Fundação Casa de Jorge Amado, 1997)
- Leonídia, la musa infeliz del poeta Castro Alves (Salvador: Fundação Casa de Jorge Amado, 2002)
- Una casa de palabras: veinticinco años después (Salvador: Fundação Casa de Jorge Amado, 2012)
- Memorias de Alegría (Salvador: Fundación Casa de Jorge Amado, 2013)

### Niños y jóvenes[3]
- Castro Alves (São Paulo: Callis, 2001. Colección de niños famosos)
- Jorge Amado (São Paulo: Callis, 2002. Colección de niños famosos)
- Jorge Amado (São Paulo: Moderna, 2003, Colección Maestros de la Literatura)
- Castro Alves (São Paulo: Moderna, 2004, Colección Maestros de la Literatura)
- Luiz Gama (São Paulo: Callis, 2005. Colección La lucha de cada uno)
- Carybé (São Paulo: Moderna, 2005, Colección Maestros de la Pintura)
- Graciliano Ramos (São Paulo: Moderna, 2007, Colección Maestros de la Literatura)

## Títulos y premios
- Premio Arthur Sales (Departamento de Educación y Cultura del Estado de Bahía, 1969).
- Premio Casimiro de Abreu (Departamento de Educación y Cultura del Estado de Río de Janeiro, 1972).
- Medalla Castro Alves (Orden Brasileña de Poetas de Literatura Cordel, Salvador, 1984).
- Medalla al Mérito Castro Alves (Departamento de Educación y Cultura del Estado de Bahía, 1984).
- Personalidad Cultural (Unión Brasileña de Escritores - UBE, Río de Janeiro, 1987).
- Medalla María Quitéria (Sala del Ayuntamiento de Salvador, 1996).
- Premio COPENE de Cultura y Arte (COPENE, Salvador, 1996).
- Premio Alejandro José Cabassa (Unión Brasileña de Escritores - UBE, Río de Janeiro, 1998).
- Premio a la Trayectoria (Academia de Letras da Bahia, 2015).